# Fonologia do iídiche
A fonologia do iídiche varia muito entre seus dialetos, no entanto, é unificada pela presença de uma norma culta criada no século XX.

## Consoantes
Os fonemas consonantais do iídiche são:
|                       | Labial | Labial | Dental | Dental | Pós-alveolar /Palatal | Pós-alveolar /Palatal | Velar/ Uvular | Velar/ Uvular | Glotal | Glotal |
| --------------------- | ------ | ------ | ------ | ------ | --------------------- | --------------------- | ------------- | ------------- | ------ | ------ |
| Nasal                 |        | m      |        | n      |                       |                       |               | (ŋ)           |        |        |
| Oclusiva              | p      | b      | t      | d      |                       |                       | k             | g             |        |        |
| Africada              |        |        | t͡s     | d͡z     | t͡ʃ                    | d͡ʒ                    |               |               |        |        |
| Fricativa             | f      | v      | s      | z      | ʃ                     | ʒ                     | χ             |               | h      |        |
| Rótica                |        |        |        |        |                       |                       | ʁ             |               |        |        |
| Aproximante (lateral) |        |        |        |        |                       | j                     |               |               |        |        |
| Aproximante (lateral) |        |        |        | l      |                       | ʎ                     |               |               |        |        |

/ŋ/ não é um fonema separado, e sim, um alófono de /n/ antes de /k/ ou /g/.
O fonema rótico do iídiche costuma ser realizado como /ʁ/, mas varia entre /ɾ/ e /r/.
Ao contrário do alemão e provavelmente como uma influência das línguas eslavas com que o iídiche teve contato, as oclusivas não sofrem aspiração.   Diferentemente do alemão e da maioria das línguas eslavas, o íidiche não apresenta, em geral, dessonorização final.

## Vogais
Os fonemas vocálicos do iídiche são:
|         | Posterior (não arredondadas) | Central (não arredondadas) | Anterior (arredondadas) |
| ------- | ---------------------------- | -------------------------- | ----------------------- |
| Fechada | ɪ                            |                            | ʊ                       |
| Média   | ɛ                            | ə                          | ɔ                       |
| Aberta  |                              | a                          |                         |

| Núcleo posterior | Núcleo central | Núcleo anterior |
| ---------------- | -------------- | --------------- |
| ɛɪ               | aɛ             | ɔə              |

Em adição, as consoantes /l/ e /n/ podem funcionar como núcleos silábicos:
- אײזל  /ˈɛɪzl̩/ 'burro'
- אָװנט  /ˈɔvn̩t/ 'tarde'

[m] e [ŋ] também aparecem como núcleos, mas somente em alofonia com /n/.
As consoantes silábicas e [ə] são sempre átonas.